# Marc Elsen
Pour les articles homonymes, voir Elsen.
Marc Elsen (né à Petit-Rechain, 4 janvier 1960) est un homme politique belge francophone, membre du Centre démocrate humaniste.
Licencié en sciences psychologiques de l'Université de Liège,
il est élu Bourgmestre de la ville de Verviers de 2012 à 2015 avant de démissionner à la suite de conflits de majorité.

## Carrière politique
- Depuis 1988 : Conseiller communal à Verviers
- 1994-2000 : Échevin du personnel, de la qualité de la vie, des fêtes et des jumelages à Verviers
- 2000-2006  : Échevin de l’urbanisme, de l’environnement et de l’aménagement du territoire à Verviers
- 2002-2009 : Député au Parlement de la Communauté Française pour l’arrondissement de Verviers (2002-2009)[1].
- 2006 : 27 janvier, Marc Elsen est désigné par un vote populaire « Verviétois de l'année. »
- Octobre 2006 : il mène la liste du cdH lors des élections communales à Verviers, qui sont marquées par un clivage entre le cdH d'un côté, qui est contre le projet de centre commercial CityMall, et le PS et le MR de l'autre, qui y sont favorables. Le cdH obtient 3 sièges supplémentaires (12 sièges). Le PS demeure le principal parti de Verviers et gagne 1 siège (15 sièges). Le PS choisit alors de s'allier avec le MR (6 sièges) et renvoie donc le cdH dans l'opposition.
- Juillet 2007 : Marc Elsen est nommé Sénateur de communauté.
- Juin 2009 : il est élu Député wallon pour l'arrondissement de Verviers et la Communauté germanophone.
- Septembre 2009 : il devient Chef du groupe cdH à la communauté française et est remplacé au Sénat.
- Octobre 2012 : les élections communales voient le PS perdre 3 sièges (12 sièges), mais rester le 1er parti de Verviers, et le cdH en perdre 1 (11 sièges). Le MR est le seul "vainqueur" de ces élections puisqu'il gagne 4 sièges (10 sièges) mais reste troisième parti. En vertu du code de la démocratie locale, le MR ne peut disposer du mayorat, quelle que soit la coalition. Après négociations, il s'associe avec le cdH et Marc Elsen est élu Bourgmestre de Verviers. Il prête serment le 3 décembre 2012.
- Avril 2013 : Marc Elsen quitte sa fonction de Chef de groupe au Parlement de la Fédération Wallonie-Bruxelles. Il est remplacé par la Bruxelloise Julie de Groote.
- Juillet 2013 : il démissionne de ses mandats de député pour se consacrer pleinement à son rôle de Bourgmestre de la ville de Verviers, réalisant ainsi une de ses promesses électorales. Il est remplacé par Jean-Paul Bastin de Malmedy.
- Octobre 2015 quitte son poste de bourgmestre de Verviers à la suite d'un conflit de majorité.
- Octobre 2018, tirée par Marc Elsen, la liste cdH obtient 13,71% des voix lors du scrutin communal. Avec ce résultat, le cdH signe son plus mauvais score depuis la fusion des communes de 1976. Une perte de 13,66% par rapport à 2012. Avec seulement 5 élus, le cdH est renvoyé dans l'opposition.